# Panola (Oklahoma)
Panola és una comunitat no incorporada al Comtat de Latimer, a l'estat d'Oklahoma, als Estats Units d'Amèrica. L'oficina de correus va ser establerta el 18 de març del 1911. Per la comunitat passa un tram de l'autovia Oklahoma State Highway 270. Panola és choctaw per "cotó". L'institut i el gimnàs estan en el Registre Nacional de Llocs Històrics.